# Les Détraquées

Les Détraquées est un drame en 2 actes de Joseph Babinski et Pierre Palau, joué pour la première fois sur la scène du Théâtre des Deux Masques le 15 février 1921. André Breton, qui fut en 1917 l'un des externes de Babinski, fait allusion à cette pièce dans Nadja.

## Résumé
Madame de Challens dirige une institution de jeunes filles à Versailles. Chaque année elle organise une fête pour la remise des prix. Elle convoque pour cela un professeur de danse, Solange, qui est en fait sa maîtresse. Les deux femmes partagent les mêmes goûts pervers : séduire et torturer des jeunes filles. Une enfant disparaît mystérieusement. Après enquête, on finit par la trouver pendue et violentée dans l’armoire de Madame de Challens.

## Personnages
- Madame de Challens, directrice
- Solange, professeure de danse
- Mademoiselle Claire, secrétaire de Madame de Challens
- Jean, concierge de la pension
- Lucienne Le Goff, pensionnaire
- Madame Le Goff, grand-mère de Lucienne
- Le Docteur Bernier
- Le Commissaire Levron

## Sources
- Agnès Pierron, Grand Guignol, le théâtre des peurs de la Belle Époque, éd. Robert Laffont
- Grand Guignol CBAM